# Valea Râului Negru
Valea Râului Negru este o arie protejată (arie de protecție specială avifaunistică — SPA) din România întinsă pe o suprafață de 2.314,5 ha, integral pe uscat.

## Localizare
Situl se întinde pe teritoriile administrative ale comunelor Boroșneu Mare, Brateș, Brețcu, Catalina, Cernat, Dalnic, Ghelința, Lemnia, Mereni, Moacșa, Ojdula, Poian, Reci, Sânzieni, Zagon și Zăbala; și pe cel al municipiului Târgu Secuiesc din județul Covasna. Centrul sitului Valea Râului Negru este situat la coordonatele 45°55′43″N 26°07′21″E / 45.9287°N 26.122489°E.

## Înființare
Situl Valea Râului Negru a fost declarat arie de protecție specială avifaunistică (ROSPA0147) în septembrie 2016 pentru a proteja 17 specii de animale. Acesta se suprapune cu situl de importanță comunitară Râul Negru.

## Biodiversitate
Situată în ecoregiunile alpină și continentală, aria protejată nu include niciun habitat protejat.
La baza desemnării sitului se află mai multe specii protejate de  păsări (17): pescăruș albastru (Alcedo atthis), acvilă țipătoare mică (Aquila pomarina), stârc roșu (Ardea purpurea), rață roșie (Aythya nyroca), chirighiță cu obraz alb (Chlidonias hybridus), chirighiță neagră (Chlidonias niger), barză albă (Ciconia ciconia), barză neagră (Ciconia nigra), erete de stuf (Circus aeruginosus), erete vânăt (Circus cyaneus), erete cenușiu (Circus pygargus), cristei de câmp (Crex crex), ciocănitoare de grădină (Dendrocopos syriacus), egretă albă (Egretta alba), șoim de iarnă (Falco columbarius), stârc pitic (Ixobrychus minutus), sfrâncioc roșiatic (Lanius collurio).